# HMS Spartan (95)
HMS Spartan (95) là một tàu tuần dương hạng nhẹ thuộc lớp Dido được Hải quân Hoàng gia Anh Quốc đưa ra phục vụ trong Chiến tranh Thế giới thứ hai. Spartan đã bị bom lượn thả từ máy bay của Không quân Đức đánh chìm ngoài khơi Anzio ở về phía Tây nước Ý thuộc Địa Trung Hải vào ngày 29 tháng 1 năm 1944.

## Thiết kế và chế tạo
Spartan được chế tạo theo một thiết kế của lớp Dido được cải tiến, đôi khi gọi là Dido Nhóm 2 hoặc nhóm phụ Bellona, chỉ với bốn tháp pháo 5,25 inch thay vì năm, và một dàn hỏa lực phòng không được cải tiến. Nó được chế tạo tại xưởng đóng tàu của hãng Vickers-Armstrongs tại Barrow-in-Furness, Anh Quốc; được đặt lườn vào ngày 21 tháng 12 năm 1939. Nó được hạ thủy vào ngày 27 tháng 8 năm 1942, và được đưa ra hoạt động vào ngày 10 tháng 1 năm 1943 tại Căn cứ Hải quân Hoàng gia Devonport dưới quyền chỉ huy của Thuyền trưởng, Đại tá Hải quân P.V. McLaughlin.

## Lịch sử hoạt động
Spartan nguyên được dự định để hoạt động cùng Hạm đội Viễn Đông, nhưng sau vài tháng hoạt động cùng Hạm đội Nhà, nó được cho tách ra để gửi đến Địa Trung Hải, đi đến Malta vào ngày 28 tháng 10 năm 1943 để được bố trí tạm thời cùng Hạm đội Địa Trung Hải. Nó tiếp tục đi đến Taranto gia nhập Hải đội Tuần dương 15 vào ngày 8 tháng 11.
Trong đêm 18-19 tháng 1 năm 1944, Spartan tiến hành một cuộc bắn phá nghi binh phân tán tại khu vực Terracina, và cùng với tàu tuần dương Orion và bốn tàu khu trục bắn pháo hỗ trợ cho chiến dịch dọc sông Garigliano. Chỉ có sự kháng cự lẻ tẻ bởi các khẩu đội pháo bờ biển, và trong cuộc bắn phá chỉ riêng Spartan đã bắn 900 quả đạn pháo. Chiến dịch Shingle, cuộc đổ bộ lực lượng lên Anzio, được bắt đầu vào ngày 22 tháng 1 năm 1944, và Orion cùng Spartan lại được giao vai trò hỗ trợ hỏa lực. Chỉ có sự kháng cự yếu ớt, và Spartan quay trở về Naples chờ nhận nhiệm vụ mới.

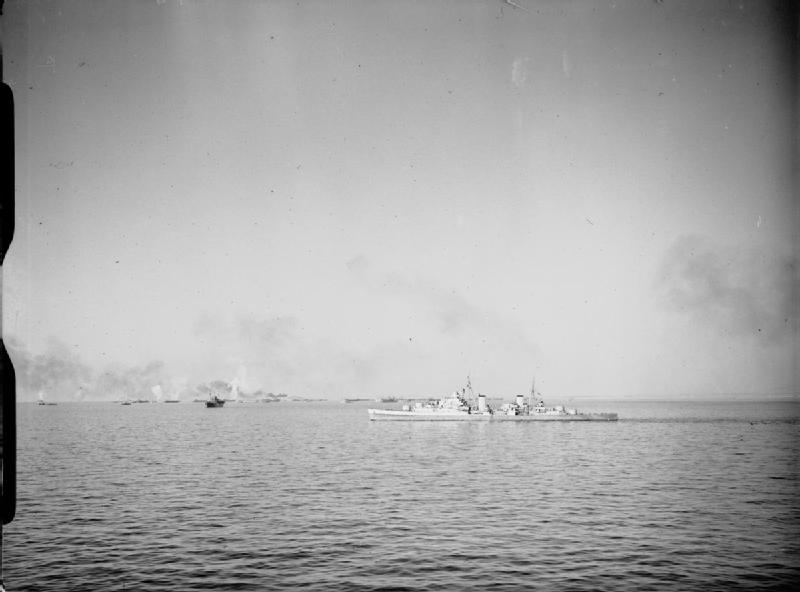
Spartan đang bắn phá các vị trí đối phương trên bờ trong khi xuồng đổ bộ của Tập đoàn quân 5 Lục quân Hoa Kỳ tiếp cận bãi đổ bộ, trong giai đoạn mở màn của Trận Monte Cassino. Khói bốc lên từ bãi đổ bộ.

Vào ngày 27 tháng 1, nó được lệnh gia nhập Lực lượng Đặc nhiệm 81 cho nhiệm vụ bảo vệ phòng không ngoài khơi Anzio. Lúc hoàng hôn ngày 29 tháng 1, Không quân Đức thực hiện một cuộc tấn công bằng bom lượn vào những tàu chiến trong vịnh Anzio. Vào lúc xảy ra cuộc tấn công, Spartan đã thả neo, màn khói ngụy trang đã được thả ra tại nơi neo đậu, nhưng không hiệu quả hoàn toàn do không đủ thời gian hoạt động và gió mạnh. Spartan đã tạo khói từ mũi đến đuôi tàu, nhưng bản thân nó không được phủ kín hoàn toàn. Khoảng 18 máy bay tiến đến gần từ phía Bắc và lượn vòng quanh mũi đất, dàn hàng tấn công vào các con tàu có hình dáng nổi bật trên nền hoàng hôn. Thời điểm của cuộc tấn công đã ngăn trở việc quan sát thấy máy bay trừ một số ít người chứng kiến, và radar không có hiệu quả do bị dội sóng từ địa hình của đất liền.
Vào lúc lệnh báo động được đưa ra và các con tàu bắt đầu nổ súng vào hướng tấn công chung, sáu quả bom đã tiếp cận địa điểm neo đậu, hầu hết chúng đều rơi xuống nước. Nhưng vào lúc 18 giờ 00, một quả bom Henschel Hs 293 điều khiển bằng vô tuyến đã đánh trúng Spartan ngay phía sau ống khói sau và nổ tung ở các ngăn ngang với phòng nồi hơi bên mạn trái, gây ra một lỗ thủng lớn ở sàn trên. Cột ăn-ten chính bị đổ và các phòng nồi hơi ngập nước. Con tàu bị mất động lực và mất điện, một loạt các đám cháy phát sinh và con tàu bắt đầu nghiêng sang mạn trái. Khoảng một giờ sau khi bị đánh trúng, Spartan phải bị bỏ lại, và 10 phút sau nó chìm ở độ sâu 25–30 ft (7,6–9,1 m).
Năm sĩ quan cùng 41 thủy thủ thiệt mạng hay mất tích; cùng với 42 thủy thủ khác bị thương.